# Ictinogomphus angulosus
Ictinogomphus angulosus är en trollsländeart som först beskrevs av Selys 1854.  Ictinogomphus angulosus ingår i släktet Ictinogomphus och familjen flodtrollsländor. IUCN kategoriserar arten globalt som livskraftig. Inga underarter finns listade i Catalogue of Life.